# 영주여자고등학교
영주여자고등학교(榮州女子高等學校)는 대한민국 경상북도 영주시 하망동에 있는 공립 고등학교이다.

## 학교 연혁
- 1952년 12월 21일 : 제1대 손일봉 교장 취임 (영주여중 1952.12.21 취임)
- 1954년 5월 18일 : 영주여자고등학교 설립인가 (2학급, 150명)
- 1954년 6월 16일 : 개교식 거행, 제1학년 1학급 편성
- 1957년 3월 5일 : 제1회 졸업식 거행(29명)
- 1981년 10월 6일 : 영주여자고등학교 각학년 10학급씩 30학급 증설
- 1982년 3월 1일 : 영주여자중학교 분리이전(영주시 가흥동 521-12로)
- 1989년 7월 12일 : 본관 교사 개축공사 착공(4층 19개실 및 현관)
- 1996년 7월 19일 : 학생생활관 준공식
- 1998년 3월 2일 : 본관 권학당을 학이관으로 운영
- 1998년 10월 21일 : 학칙변경 인가(1학년 7학급, 2,3학년 8학급 총 23학급, 학생수 989명)
- 2011년 10월 21일 : 학이관 증축공사준공 ·개축 개관식
- 2018년 12월 18일 : 선진형 교과교실제 선정
- 2018년 12월 18일 : 고교학점제 교육부 정책 연구학교 선정(2019~2021)
- 2021년 8월 30일 : 자율학교 지정 (연장. 2022.03.01~2025.02.28)
- 2021년 10월 29일 : 연구학교 종결 보고회 개최(완전 개방형 무학년제 운영을 통한 학생 과목 선택권 확대 방안연구)
- 2022년 9월 1일 : 제31대 이용욱 교장 취임
- 2023년 2월 8일 : 제67회 졸업(총 졸업생 수 15,173명)
- 2023년 3월 2일 : 2023학년도 신입생 134명 입학

## 참고 자료
- 영주여자고등학교 - 한국교육학술정보원 학교알리미